# Galeria Lonty Petry
Galeria Lonty Petry – galeria sztuki działająca w latach 1994–2013 w dzielnicy Grabówka w Częstochowie. Była połączeniem sali wystawowej, pracowni malarskiej Sabiny Lonty oraz części mieszkalnej Sabiny i Romana Lonty. W latach 1994–2004 funkcjonowała także jako galeria autorska Jerzego Dudy Gracza. Po śmierci artysty w 2004 roku galeria została całkowicie przekształcona w prywatną galerię autorską Sabiny Lonty. Po śmierci właściciela Romana Lonty w 2013 roku galeria została zamknięta. W ogrodzie otaczającym budynek znajdowały się rzeźby Jerzego Kędziory.
W galerii swoje wystawy mieli:
- Zdzisław Beksiński[5]
- Marian Michalik
- Zbysław Marek Maciejewski
- Krzysztof Skórczewski